# 谭琳 (1960年)
谭琳（1960年6月—），女，山东龙口人，中华人民共和国政治人物，曾任中华全国妇女联合会副主席、书记处书记。

## 生平
2018年2月24日，当选为第十三届全国人大代表。